# Razkrižje
Razkrižje is sinds 1998 een zelfstandige gemeente in Slovenië. Het bestaat uit de woonkernen Gibina, Šafarsko, Razkrižje, Veščica, Šprinc en Kopriva. In Razkrižje staat de laatbarokke parochiekerk H. Johannes van Nepomuk uit 1784. Bekendheid verwierf Razkrižje door protesten tegen het verbod op Sloveenstalige missen, dat door het aartsbisdom Zagreb was afgekondigd. Sinds 1994 maakt het deel uit van het Sloveense bisdom Maribor. Aan de rand van Šafarsko vonden in de jaren 1980 opgravingen plaats van een nederzetting uit de bronstijd.
Apače · Beltinci · Cankova · Črenšovci · Dobrovnik · Gornja Radgona · Gornji Petrovci · Grad · Hodoš · Kobilje · Križevci · Kuzma · Lendava · Ljutomer · Moravske Toplice · Murska Sobota · Odranci · Puconci · Radenci · Razkrižje · Rogašovci · Šalovci · Sveti Jurij · Tišina · Turnišče · Velika Polana · Veržej
1. ↑  "Prebivalstvo po starosti in spolu, občine, Slovenija, polletno". Statistični urad Republike Slovenije. Geraadpleegd op 18 april 2021.